# Georg
 Der er for få eller ingen kildehenvisninger i denne artikel, hvilket er et problem. Du kan hjælpe ved at angive troværdige kilder til de påstande, som fremføres i artiklen.

Georg er et nordeuropæisk drengenavn, som er afledt af det græske ord γεωργός (geôrgós), som betyder "bonde". Navnet er beslægtet med andre drengenavne som George, Jørgen og Jørn.
"Saint George" (også kaldet "Sankt Jørgen") var en romerske soldat i Palæstina i det 3. århundrede, der blev martyr under kejser Diocletians forfølgelser. Senere legender beskriver hans sejr over en drage, som han ofte afbildes med i middelalderlig kunst. Korsfarerne bragte historierne om ham til Vesteuropa og han blev skytshelgen for England, Portugal og Catalonien.
Navnet Georg/George var sjældent anvendt i England indtil den tysk-født George 1. besteg den britiske trone i det 18. århundrede. Fem efterfølgende britiske konger har båret navnet. 
Andre berømte med navnet omfatter to konger af Grækenland, komponisten George Frideric Handel (1685-1759) og den første præsident for USA, George Washington (1732-1797). Også kendte forfattere som George Eliot (1819-1880) og George Orwell (1903-1950) kan nævnes.
I Sydafrika er George den 6. største by i landet, opkaldt efter kong George 3. af Storbritannien.
Se sider der begynder med Georg for flere eksempler.